# Waterloo Corner
Waterloo Corner är en del av en befolkad plats i Australien. Den ligger i regionen Playford och delstaten South Australia, omkring 24 kilometer norr om delstatshuvudstaden Adelaide.
Runt Waterloo Corner är det tätbefolkat, med 762 invånare per kvadratkilometer.. Närmaste större samhälle är Prospect, omkring 18 kilometer söder om Waterloo Corner.
Trakten runt Waterloo Corner består till största delen av jordbruksmark. Genomsnittlig årsnederbörd är 593 millimeter. Den regnigaste månaden är juli, med i genomsnitt 95 mm nederbörd, och den torraste är december, med 13 mm nederbörd.